# Helia hermelina
Helia hermelina là một loài bướm đêm trong họ Erebidae.